# Stichopathes solorensis
Stichopathes solorensis är en korallart som beskrevs av van Pesch 1914. Stichopathes solorensis ingår i släktet Stichopathes, och familjen Antipathidae. Inga underarter finns listade.